# Bình Thạnh, Thủ Thừa
Bình Thạnh là một xã thuộc huyện Thủ Thừa, tỉnh Long An, Việt Nam.

## Địa lý
Xã Bình Thạnh có vị trí địa lý:
- Phía đông giáp xã Nhị Thành
- Phía tây giáp các xã Mỹ Phú và Bình An
- Phía nam giáp thành phố Tân An
- Phía bắc giáp thị trấn Thủ Thừa.

Xã có diện tích 11,13 km², dân số năm 1999 là 8.221 người, mật độ dân số đạt 739 người/km².

## Hành chính
Xã được chia thành 5 ấp: Bình Lương 1, Bình Lương 2, Bà Phổ, Bình Cang 1, Bình Cang 2.

## Lịch sử
Xã Bình Thạnh được thành lập vào ngày 14 tháng 1 năm 1983 trên cơ sở tách một phần diện tích và dân số của xã Bình Phong Thạnh cũ.